# Royal Society
La Royal Society of London for the Improvement of Natural Knowledge, més coneguda simplement com la Royal Society, va ser fundada el 1660 i és considerada com la més antiga de les societats científiques que encara existeixen.
Concedeix diverses medalles i altres premis a investigadors destacats.
El seu lema en llatí és "Nullius in Verba" (en paraules de ningú) que fa referència al fet que la Royal Society es basa en l'experimentació i no en el principi d'autoritat.
L'any 2011 fou guardonat amb el Premi Príncep d'Astúries de Comunicació i Humanitats.

## Objectius
- Recerca científica
- Publicacions
- Educació
- Augmentar l'interès públic per la ciència

## Història

### Fundació i primers anys

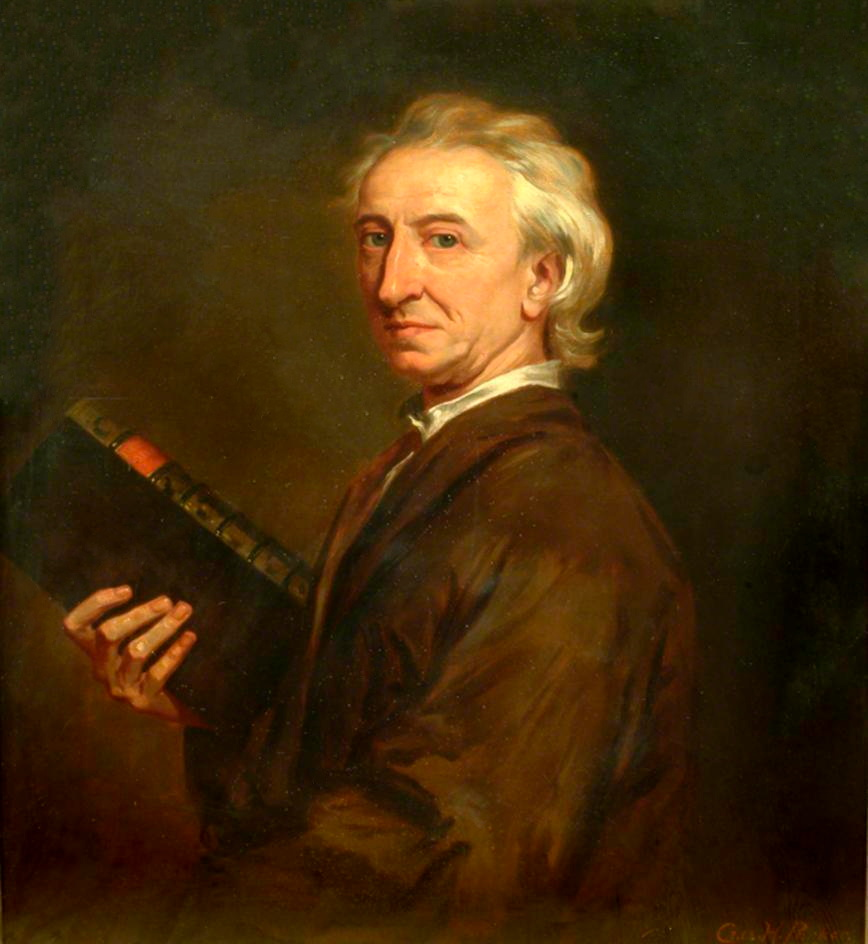
John Evelyn, qui va ajudar a fundar la Royal Society

La Royal Society va començar a partir de grups de metges i filòsofs, reunits en diversos llocs, inclòs el Gresham College a Londres. Van ser influenciats per la "nova ciència", promoguda per Francis Bacon en la seva New Atlantis, des d'aproximadament 1645 en endavant Un grup conegut com la Societat Filosòfica d'Oxford va funcionar governat per un conjunt de normes que encara es mantenen a la Bodleian Library. Després de la Restauració anglesa, va començar una sèrie de reunions regulars al Gresham College És àmpliament sostingut que aquests grups van ser la inspiració per a la fundació de la Royal Society

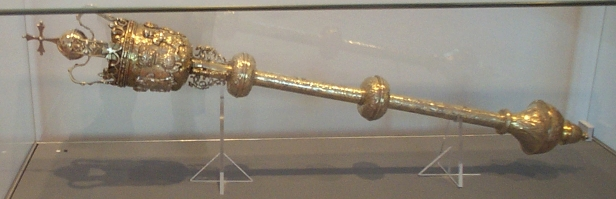
Maça concedida per Carles II

El 28 de novembre de 1660, el 1660 comitè de 12 va anunciar la formació d'un "Col·legi per a la Promoció de l'Aprenentatge de la Física Matemàtica Experimental", que es reunirà setmanalment per debatre assumptes científics i experimentar. A la segona reunió, Sir Robert Moray va anunciar que Carles II d'Anglaterra aprovava les trobades, i es va signar un decret el 15 de juliol 1662, que va crear la "Royal Society of London", amb William Brouncker segon vescomte Brouncker que servirà com a primer president. Un segon decret va ser signat el 23 abril 1663, on el Rei es va assenyalar com el fundador i el nom de "the Royal Society of London for the Improvement of Natural Knowledge" ("la Reial Societat de Londres per a la Millora del Coneixement Natural"; Robert Hooke va ser nomenat Comissari d'Experiments al novembre. Aquest favor reial inicial ha continuat, i des de llavors tots els monarques han estat el patrons de la Societat

## Presidents de la Royal Society
1. 1662-1677 	William Brouncker
2. 1677-1680 	Joseph Williamson
3. 1680-1682 	Christopher Wren
4. 1682-1683 	John Hoskins
5. 1683-1684 	Cyril Wyche
6. 1684-1686 	Samuel Pepys
7. 1686-1689	John Vaughan
8. 1689-1690 	Thomas Herbert
9. 1690-1695 	Robert Southwell
10. 1695-1698 	Charles Montagu
11. 1698-1703 	John Somers
12. 1703-1727 	Isaac Newton
13. 1727-1741 	Hans Sloane
14. 1741-1752 	Martin Folkes
15. 1752-1764 	George Parker
16. 1764-1768 	James Douglas
17. 1768-1768 	James Burrow
18. 1768-1772 	James West
19. 1772-1778 	John Pringle
20. 1778-1820 	Joseph Banks
21. 1820-1820 	William Hyde Wollaston
22. 1820-1827 	Humphry Davy
23. 1827-1830 	Davies Gilbert
24. 1830-1838 	Augustus Frederick
25. 1838-1848 	Spencer Compton
26. 1848-1854 	William Parsons
27. 1854-1858 	John Wrottesley
28. 1858-1861 	Benjamin Collins Brodie
29. 1861-1871 	Edward Sabine
30. 1871-1873 	George Biddell Airy
31. 1873-1878 	Joseph Dalton Hooker
32. 1878-1883 	William Spottiswoode
33. 1883-1885 	Thomas Henry Huxley
34. 1885-1890 	George Gabriel Stokes
35. 1890-1895 	William Thomson
36. 1895-1900 	Joseph Lister
37. 1900-1905 	William Huggins
38. 1905-1908 	John William Strutt Rayleigh
39. 1908-1913 	Archibald Geikie
40. 1913-1915 	William Crookes
41. 1915-1920 	Joseph John Thomson
42. 1920-1925 	Charles Scott Sherrington
43. 1925-1930 	Ernest Rutherford
44. 1930-1935 	Frederick Hopkins
45. 1935-1940 	William Henry Bragg
46. 1940-1945 	Henry Hallett Dale
47. 1945-1950 	Robert Robinson
48. 1950-1955 	Edgar Douglas Adrian
49. 1955-1960 	Cyril Norman Hinshelwood
50. 1960-1965 	Howard Florey
51. 1965-1970 	Patrick Blackett
52. 1970-1975 	Alan Hodgkin
53. 1975-1980 	Alexander R. Todd
54. 1980-1985 	Andrew Huxley
55. 1985-1990 	George Porter
56. 1990-1995 	Michael Atiyah
57. 1995-2000 	Aaron Klug
58. 2000-2005 	Bob May
59. 2005-2010 	Martin Rees
60. 2010-2015 	Paul Nurse
61. 2015 Venkatraman Ramakrishnan